# بلوند (فیلم ۲۰۲۲)
بلوند (انگلیسی: Blonde) یک فیلم درام زندگی‌نامه‌ای آمریکایی به نویسندگی و کارگردانی اندرو دامینیک محصول ۲۰۲۲ است. این فیلم که از رمانی داستانی به همین نام اثر جویس کارول اوتس از سال ۲۰۰۰ اقتباس شده‌است، برداشتی تخیلی از زندگی مریلین مونرو با بازی آنا د آرماس است. آدرین برودی، بابی کاناوله و جولیان نیکلسون در نقش‌های مکمل ظاهر می‌شوند. اکثریت فیلم سیاه‌وسفید فیلمبرداری شده‌است و قسمت‌هایی از آن به صورت رنگی تنظیم شده‌اند.
دده گاردنر، جرمی کلاینر، تریسی لاندون، برد پیت و اسکات رابرتسون به عنوان تهیه‌کنندگان این فیلم حضور دارند. تولید این فیلم، پس از یک دورهٔ طولانیِ توسعه که در سال ۲۰۱۰ آغاز شده‌ بود، سرانجام در اوت ۲۰۱۹ در لس آنجلس آغاز شد و در ژوئیه ۲۰۲۱، پس از دنیاگیری کووید-۱۹، به پایان رسید. این فیلم به دلیل محتوای جنسی واضح آن درجهٔ «NC-17» را دریافت کرد و تنها فیلم سال ۲۰۲۲ با این درجه محسوب می‌شود و نخستین مورد از نوع خود خواهد بود که از طریق رسانه جاری منتشر می‌شود.
بلوند در هفتاد و نهمین دوره جشنواره بین‌المللی فیلم ونیز نمایش داده شد و انتشار محدودی در ۱۶ سپتامبر ۲۰۲۲ داشت، و در ۲۸ سپتامبر توسط نتفلیکس منتشر شد. این فیلم نقدهای دو قطبی شدیدی از سوی منتقدان و تماشاگران دریافت کرد. در حالی که اجرای د آرماس مورد تحسین منتقدان قرار گرفت، بسیاری تصویر رکیک دومینیک از زندگی مونرو را استثمارگرانه و غیراخلاقی معرفی کردند. د آرماس برای بازی خود نامزد دریافت جایزه اسکار، جایزه گلدن گلوب، جایزه بفتا و جایزه انجمن بازیگران برای بهترین بازیگر زن شد. این فیلم همچنین هشت نامزدی در چهل و سومین دوره جوایز تمشک طلایی دریافت کرد و برنده دو مورد از جمله بدترین فیلم و بدترین فیلمنامه شد.

## داستان
نورما جین مورتنسن جوان توسط مادر بیمار روانی خود گلادیس بزرگ می‌شود. در سال ۱۹۳۳، در طول هفتمین سالگرد تولدش، مادرش تصویر مردی را که او ادعا می‌کند پدر نورما جین باشد را در قاب به او می‌دهند. بعداً در همان شب، یک آتش‌سوزی در هالیوود هیلز رخ می‌دهد و گلادیس، دخترش را به آنجا می‌برد و ادعا می‌کند که همسرش در آنجا زندگی می‌کند، اما به دستور پلیس مجبور می‌شود به خانه برگردد. وقتی او در مورد پدرش می‌پرسد، گلادیسِ خشمگین سعی می‌کند نورما جین را در وان حمام غرق کند اما سپس او را رها می‌کند. نورما جین به خانهٔ همسایه‌اش، خانم فلین می‌گریزد، که قول می‌دهد حال مادرش خوب می‌شود. چند روز بعد، گلادیس در بیمارستان روانی بستری می‌شود، زیرا برای سرپرستی کودک ناتوان اعلام شده‌است و نورما جین به یک یتیم‌خانه فرستاده می‌شود.
در دهه ۱۹۴۰، نورما جین با نام هنری «مریلین مونرو» به یک دختر پین‌آپ تبدیل می‌شود که روی جلد مجلات و تقویم ظاهر می‌شود. او در تلاش برای ورود به صنعت بازیگری، توسط سرپرست اجرایی فاکس قرن بیستم، داریل اف. زانوک مورد تجاوز جنسی قرار می‌گیرد. در سال ۱۹۵۱، او برای نقش نِل در فیلم زحمت در زدن به خودت نده، آزمون بازیگری می‌دهد. این آزمون پس درخودشکستن و ترک او با اشک، ضعیف انجام می‌شود، اما او به اندازهٔ کافی مدیر انتخاب بازیگران را تحت تأثیر قرار می‌دهد تا نقش را به او بدهد. در حالی که حرفهٔ بازیگری او به‌طور پیوسته در حال افزایش است، او با چارلز «کاس» چاپلین جونیور و ادوارد جی. «اِدی» رابینسون جونیور آشنا می‌شود و با این دو رابطهٔ چندمهری را آغاز می‌کند. نورما جین در سال ۱۹۵۳ نقش مهمی را در فیلم نیاگارا ایفا می‌کند، اما پس از اینکه در انظار عمومی با کاس و اِدی دیده می‌شود، مأمورش به او می‌گوید که حضورش را با آن‌ها در انظار عمومی محدود کند، که باعث ناراحتی نورما جین می‌شود زیرا او احساس می‌کند شخصیت وی، مریلین فقط یک نقش است نه خود واقعی او.
نورما جین فرزند کاس را باردار است که باعث خوشحالی او می‌شود، اما در نهایت از ترس از این‌که کودکش مشکلات روانیِ گلادیس را به ارث ببرد، تصمیم به سقط جنین می‌گیرد و کاس از تصمیم او حمایت می‌کند. او در هنگام جراحی نظرش عوض می‌شود اما دیگر دیر شده‌است. پس از سقط جنین، او رابطهٔ خود را با کاس و اِدی قطع می‌کند. او بعداً با جو دی‌ماجیو، یک ورزشکار بازنشسته آشنا می‌شود که با ابراز تمایل او برای ترک هالیوود و تبدیل به یک بازیگر جدی‌تر در شهر نیویورک، با او همدردی می‌کند. در حال فیلم‌برداری آقایان موطلایی‌ها را ترجیح می‌دهند، او نامه‌ای از مردی دریافت می‌کند که ادعا می‌کند پدرش باشد. پس از نخستین اکران این فیلم در سینمایی که خودش هم در آن حضور دارد، نورما جین احساس می‌کند که ارتباطش با شخصیت او روی پرده قطع شده‌است و می‌گوید که او واقعاً مریلین نیست. او به اتاق هتل خود برمی گردد، زیرا به او گفته شده‌است که فردی منتظر اوست. او که انتظار دیدن پدرش را دارد، در عوض جو را می‌بیند که از او خواستگاری می‌کند و او با اکراه می‌پذیرد.
ازدواج نورما جین و جو رو به تیرگی می‌رود زیرا کاس و اِدی چند تصویر تبلیغاتیِ برهنه از او را به جو می‌دهند، که وی را چنان خشمگین می‌کند که او را می‌زند و از او می‌خواهد که فیلم خارش هفت‌ساله را انجام ندهد. با این حال، او همچنان فیلم‌برداری را پشت سر می‌گذارد و شیرین‌کاریِ معروف تبلیغاتی خود را با لباس سفید انجام می‌دهد. هنگامی که او به خانه می‌رسد، جو در حالت مستی فریاد می‌زند و با او خشونت فیزیکی می‌کند. نورما جین کمی بعد از او طلاق می‌گیرد.
نورما جین در سال ۱۹۵۵ برای نمایشنامه‌ای در برادوی از مَگدا، اثر نمایشنامه‌نویس مشهور آرتور میلر، آزمون بازیگری انجام می‌دهد. در طول خواندن، اجرای او همه را غیر از آرتور تحت تأثیر قرار می‌دهد. او در نهایت وقتی نورما جین به او تحلیل شخصیت خود را ارائه می‌دهد، با او گرم می‌شود. نورما جین و آرتور ازدواج می‌کنند و به مین نقل مکان می‌کنند، جایی که او زندگیِ شادی را با او می‌گذراند و باردار می‌شود. با این حال، هنگامی که یک روز در ساحل با یک بشقاب غذا راه می‌رود، می‌افتد و نوزادش را سقط می‌کند. او به زودی پس از آن در حالتی مضطرب به بازیگری بازمی‌گردد.
نورما جین در حین فیلم‌برداری بعضی‌ها داغشو دوست دارن، غیرقابل کنترل‌تر و از نظر روانی آشفته می‌شود. او تحت تأثیر توجه مداوم مطبوعات قرار می‌گیرد، احساس می‌کند که در حال تبدیل به یک جوک است، سر صحنهٔ فیلمبرداری، به خصوص نسبت به کارگردان فیلم بیلی وایلدر خشمگین می‌شود، و به‌طور فزاینده‌ای از آرتور فاصله می‌گیرد. او برای مقابله با استرس خود شروع به مصرف قرص می‌کند.
او در سال ۱۹۶۲ به مواد مخدر و الکل اعتیاد پیدا می‌کند. مأموران سرویس مخفی او را در حالت مستی می‌گیرند و به هتلی می‌برند تا با رئیس‌جمهور ملاقات کند. در طول این رویداد رئیس‌جمهور پیش از تجاوز به نورما جین، وی را مجبور به قضیب‌لیسی کرد و پس از این‌که او در تختش استفراغ می‌کند، او را بیرون می‌کند. نورما جین که تحت تأثیر شدید دارو و در حالت گیجی قرار دارد غرق در این پندار است که آیا «مریلین مونرو» بودن به این امر منجر شده‌است یا خیر و در حالی که به خانه‌اش در لس‌آنجلس بازگردانده می‌شود، توهم می‌کند که سقط جنین دیگری داشته‌است. او از طریق تماس تلفنی اِدی متوجه می‌شود که کاس مرده‌است و چیزی را برای او برجای گذاشته‌است که در ابتدا از دیدن آن امتناع می‌ورزد، اما اِدی آن را در بسته‌ای از طریق پست به او می‌فرستد. یادگاری کاس به نظر می‌رسد که یک عروسک ببری باشد که او در زمانی که سه نفر با هم بودند، پیدا کرده بود، و همچنین حاوی نامه‌ای است که در آن او اعتراف می‌کند که نامه‌هایی را که نورما جین ظاهراً از پدرش دریافت می‌کرد، در واقع توسط او نوشته می‌شدند.
نورما جین که پس از این آشکارسازی متلاشی شده‌است، در اثر مصرف بیش از حد باربیتورات در خانه خود در لس آنجلس، کالیفرنیا، روی تختش می‌میرد؛ او در حال مرگ رؤیایی از پدرش دارد که او را به زندگی پس از مرگ خوش‌آمد می‌گوید.

## بازیگران
- آنا د آرماس در نقش مریلین مونرو
  - لیلی فیشر در نقش نورما جین مورتنسن جوان
- آدرین برودی در نقش آرتور میلر
- بابی کاناوله در نقش جو دی‌ماجیو
- جولیان نیکلسون در نقش گلادیس پرل بیکر
- کاسپار فیلیپسون [en] در نقش جان اف. کندی
- توبی هاس در نقش آلن «وایتی» اسنایدر
- سارا پکستون در نقش خانم فلین
- دیوید وارشوفسکی در نقش داریل اف. زانوک
- ایوان ویلیامز [en] در نقش ادوارد جی رابینسون جونیور [en]
- خاویر ساموئل در نقش چارلز چاپلین جونیور
- مایکل ماسینی در نقش تونی کرتیس
- لوک هوریسکی در نقش جیمز دین
- اسپنسر گرت در نقش دلال رئیس‌جمهور
- ربه‌کا ویساکی در نقش ایوت
- ند بلامی در نقش داک فل
- اریک ماتنی [en] در نقش جوزف کاتن
- کاترین دنت در نقش جین
- هیلی وب در نقش بروک
- ایدن ریگل در نقش استر
- پاتریک برنان [en] در نقش جو
- گرت دیلاهانت در نقش رئیس (ذکرنشده در تیتراژ)
- اسکوت مک‌نری در نقش تام ایول / ریچارد شرمن
- لوسی دویتو در نقش خواهرزاده ورزشکار سابق
- کریس لمون در نقش جک لمون / دفنی
- دان باتلر در نقش آی.ای. شین

## تولید

### توسعه و نویسندگی
اندرو دامینیک، کارگردان و فیلمنامه‌نویس این فیلم، از اوایل سال ۲۰۱۰ توسعهٔ پروژه را با اقتباسی از رمان بلوند (۲۰۰۰) اثر جویس کارول اوتس آغاز کرده بود. دامینیک در مورد شیفتگی خود با مریلین مونرو صحبت کرد و گفت: «چرا مریلین مونرو یک نماد زن بزرگ قرن بیستم است؟ برای مردان، او یک هدف میل جنسی است، زنی که به شدت نیاز به نجات دارد. برای زنان، او تمام بی‌عدالتی‌ها در مورد زنان را مجسم می‌کند؛ یک خواهر، یک سیندرلا که به زندگی در میان خاکستر سپرده شده‌است [...] من می‌خواهم داستان نورما جین را به عنوان یک شخصیت اصلی مثل یک افسانه تعریف کنم. کودکی یتیم که در جنگل‌های هالیوود گم شد و توسط آن نماد بزرگ قرن بیستم تسخیر شد». دامینیک فیلم را نسبت به پروژه‌های پیشین خود «در دسترس‌تر» توصیف کرد و گفت که فیلمنامهٔ او حاوی «دیالوگ بسیار کمی» است، زیرا ترجیح می‌دهد فیلم را بیشتر شبیه به «بهمنی از تصاویر و رویدادها» بسازد.
برای دامینیک، بلوند نخستین تلاش او برای ساخت فیلمی با حضور یک زن در مرکز داستان بود. او در طول نمایش یکی از فیلم‌های نامزد جایزه اسکارش، قتل جسی جیمز به‌دست رابرت فورد بزدل (۲۰۰۷) گفت: «این کار برای من متفاوت است [...] شخصیت اصلی زن است. فیلم‌های من تقریباً عاری از زنان هستند و اکنون دارم تصور می‌کنم که «یکی بودن» چه معنایی دارد».

### پیش‌تولید
در مهٔ ۲۰۱۰ اعلام شد که نائومی واتس در نقش مونرو در این فیلم بازی خواهد کرد، و تولید فیلم که در آن زمان حدود ۲۰ میلیون دلار هزینه داشت، قرار بود در ژانویه ۲۰۱۱ آغاز شود. با اینحال تصویربرداری اصلی فیلم آغاز نشد و دامینیک بعداً اظهار داشت که امیدوار است این پروژهٔ بعدی او باشد و تولید آن در سال ۲۰۱۳ آغاز شود. در این مدت دامینیک درام جنایی کشتار با لطافت (۲۰۱۲) را با بازی برد پیت کارگردانی کرد که متعاقباً همچنین به این پروژه علاقه‌مند شد. در ژوئن ۲۰۱۲ اعلام شد که پلن بی انترتینمنت این فیلم را تولید خواهد کرد و پیت، دده گاردنر و جرمی کلاینر به عنوان تهیه‌کننده مشغول به کار خواهند شد، با اینحال، مشارکت واتس زیر سؤال رفت، زیرا بر اساس گزارشی «احتمال می‌رفت که سازندگان فیلم به سمت دیگری بروند». در آوریل ۲۰۱۴ اعلام شد که جسیکا چستین جایگزین واتس در نقش مونرو شده‌است. چستین در درام درخت زندگی از ترنس مالیک در کنار پیت که نقش مهمی در انتخاب بازیگران داشت، همبازی بود. این گزارش همچنین فاش کرد که دامینیک قصد داشت تصویربرداری اصلی را در اوت همان سال آغاز کند.
دامینیک تأخیر در تولید را تا حدی به دلیل تأمین مالی دانست و گفت: «این تنها یک مسئله است که چقدر می‌توانم برای ساخت فیلم پول بگیرم. من واقعاً می‌خواهم این فیلم را بسازم و سال‌ها روی این پروژه کار کرده‌ام.»

### انتخاب بازیگران
در مارس ۲۰۱۹ اعلام شد که آنا د آرماس در حال مذاکرهٔ اولیه برای بازی در نقش اصلی برای جایگزینی با جسیکا چستین است. دامینیک متوجه بازی د آرماس در فیلم تق تق (۲۰۱۵) شد و در حالی که د آرماس یک مرحلهٔ انتخاب بازیگر طولانی را پشت سر می‌گذاشت، دامینیک پس از نخستین تست بازیگری، نقش وی را تضمین کرد. د آرماس یک سال با یک مربی گویش برای آماده‌سازی کار کرد. د آرماس روند انتخاب بازیگران خود را اینگونه توضیح داد: «من فقط یک بار برای مریلین تست زدم و اندرو گفت «تو خودشی!»، اما من همچنین باید این تست را برای دیگران هم تکرار می‌کردم [...] تولیدکنندگان. سرمایه‌گذاران. همیشه افرادی هستند که باید متقاعدشان کنم. اما می‌دانستم که می‌توانم این کار را انجام دهم. ایفای نقش مریلین چیزی پیشگامانه است. یک کوبایی با بازی مریلین مونرو. بیش از حد این نقش را می‌خواستم. آن تصویر مشهور [مریلین مونرو] را دیده‌اید که در آن لحظه در حال لبخند زدن است؛ این تنها تکه‌ای از آن چیزی است که او در آن زمان واقعاً تجربه می‌کرد». د آرماس رابطه‌اش با دامینیک را همکاری‌ترین رابطهٔ حرفه‌ای‌اش دانست و گفت: «بله، ما روابط همکاری نزدیک و صمیمی داشتیم، برای مثال او ایده‌ای داشت و نمی‌توانست بخوابد، پس نیمه‌شب و به‌طور ناگهانی به صورت تلفنی با من تماس می‌گرفت و بعدش من هم به همان دلیل نمی‌توانستم بخوابم».
در اوت ۲۰۱۹ اعلام شد که آدرین برودی، بابی کاناواله و جولیان نیکلسون به بازیگران پیوستند و پس از آن گرت دیلاهانت، اسکوت مک‌نری، لوسی دویتو، مایکل ماسینی، اسپنسر گرت، کریس لمون، ربه‌کا ویساکی، ند بلامی و دان باتلر در سپتامبر ۲۰۱۹ به بازیگران پیوستند.

### فیلم‌برداری
تصویربرداری اصلی در اوت ۲۰۱۹ در لس آنجلس آغاز شد. دامینیک در آوریل ۲۰۲۲ تأیید کرد به دنبال تعطیلی‌های ناشی از دنیاگیری کووید-۱۹ در طول ۲۰۲۰، فیلمبرداری در ژوئیه ۲۰۲۱ به پایان رسیده‌است و علاوه بر آن پس‌تولید فیلم نیز به پایان رسیده‌است.
بیشتر بخش‌های بلوند سیاه‌وسفید هستند و برخی از قسمت‌های فیلم رنگی تنظیم شده‌اند.

## انتشار
بلوند نخستین نمایش جهانی خود را در هفتاد و نهمین دوره جشنواره بین‌المللی فیلم ونیز به صورت رقابتی داشت، و همچنین در چهل‌وهشتمین دوره جشنواره فیلم آمریکایی دوویل نمایش داده شد.
این فیلم در ابتدا اعلام شد که در ۲۳ سپتامبر ۲۰۲۲ در نتفلیکس منتشر می‌شود، اما پس از اکران محدودی در سینماهای منتخب ایالات متحده در ۱۶ سپتامبر، تاریخ انتشار آن از طریق رسانهٔ‌جاری به ۲۸ سپتامبر منتقل شد.

## بازخورد

### پاسخ انتقادی
بلوند در میان منتقدان و تماشاگران به‌طور یکسان بحث‌برانگیز بود، و به عنوان یک فیلم پیچیده و بسیار تفرقه‌انگیز توصیف شده‌است. تحسین منتقدان نسبت به بازی د آرماس معطوف شد، اما نویسندگی و ترسیم دومینیک از زندگی مونرو آن‌ها را دوقطبی کرد؛ برخی از منتقدان چرخش دومینیک در مورد فیلم‌های زندگینامه‌ایِ سنتی را باطراوت دانستند، در حالی که دیگران فیلم را استثمارگرانه، تبعیض‌گرانه، و غیرانسانی معرفی کردند. در وبگاه جمع‌آوری نقد راتن تومیتوز، ٪۴۲ از ۳۰۲ بررسی منتقدان مثبت است، و میانگینِ امتیاز آن ۵٫۵/۱۰ است. اجماع این وبگاه چنین می‌نویسد: «تماشای بلوند ممکن است سخت باشد زیرا حول محور اظهار نظر در مورد استثمار و مشارکت در آن می‌چرخد، اما اجرای درخشان آنا دِ آرماس نگاه‌نکردن به آن را دشوار می‌کند.» این فیلم در متاکریتیک که از میانگین وزنی استفاده می‌کند، بر اساس نظر ۵۷ منتقدین امتیاز ۵۰ از ۱۰۰ را کسب کرده که نشان‌گر «نقدهای مختلط یا متوسط» است.
بلوند برای نخستین بار در هفتاد و نهمین دوره جشنواره بین‌المللی فیلم ونیز نمایش داده شد و با تشویق ایستاده ۱۴ دقیقه‌ای تماشاگران روبرو شد که طولانی‌ترین در این جشنواره است. کاترین بری از امپایر سبک بصری دومینیک و بازی د آرماس را ستود، اما بیان کرد که فیلم در ابهام‌زدایی از زندگی مونرو شکست خورده و نوشت: «پرتره‌ای که این فیلم از مونرو ترسیم می‌کند، دختربچه‌ای گمشده را به تصویر می‌کشد که مکرراً عاشقانش را «بابا» می‌خواند و به هر شکست جدید تقریباً با همان خروش لرزان انگیزه واکنش نشان می‌دهد». دیمون وایز از ددلاین هالیوود نوشت که این فیلم روشی «حیرت‌انگیز» برای بیان زندگی مونرو در قالبی تخیلی ارائه می‌کند و «به عنوان یک فیلم ترسناک به سبک سورئال و کابوس‌وار ارائه می‌شود [...] سبکی که در فیلم‌های دیوید لینچ از جمله جاده مالهالند (۲۰۰۱) مشاهده می‌شود».

### پاسخ صنعت فیلم
جویس کارول اوتس، نویسندهٔ کتابی که این فیلم بر پایهٔ آن ساخته شده‌است، یک برش سردستی اولیه از فیلم را مشاهده کرد و علناً اظهار داشت: «من برش سردستی اقتباس اندرو دامینیک را دیدم و [آن را] تکان‌دهنده، درخشان، بسیار نگران‌کننده و گاهست به‌طور شگفت‌آوری تعبیری کاملاً «فمینیستی» یافتم [...] مطمئن نیستم که هیچ کارگردان مردی تا به حال به چنین چیزی دست‌یافته باشد».
جیمی لی کرتیس، بازیگر نقش مقابل د آرماس در فیلم چاقوکشی که پدرش، بازیگر تونی کرتیس، در کنار مونرو در فیلم بعضی‌ها داغشو دوست دارن (۱۹۵۹) همبازی بود و در این فیلم به تصویر کشیده شده‌است، همچنین با دیدن یک نسخهٔ زودهنگام از فیلم تحت تأثیر بازی د آرماس قرار گرفت و گفت: «من افتادم روی زمین. اصلاً باورم نمی‌شد. آنا کاملاً رفته بود. او خودِ مریلین شده بود».

### واکنش به انتخاب بازیگران
انتخاب آنا د آرماس در نقش مریلین مونرو با واکنش‌هایی منفی روبرو شد و برخی از بینندگان احساس کردند صدای او کاملاً با مونرو مطابقت ندارد و او همچنان لهجهٔ کوبایی خود را حفظ کرده‌است. املاک رسمی مونرو از انتخاب د آرماس دفاع کرد و اظهار داشت: «مریلین مونرو نماد منحصر به فرد هالیوود و فرهنگ پاپ است که از نسل‌ها و تاریخ فراتر می‌رود. هر بازیگری که در آن نقش قدم می‌گذارد می‌داند که کفش‌های بزرگی برای پوشیدن دارد. تنها بر اساس یک تریلر به نظر می‌رسد که آنا انتخاب خوبی برای این نقش بوده‌است زیرا او زرق و برق، انسانیت و آسیب‌پذیری مریلین را به تصویر می‌کشد».

### جنجال رتبه‌بندی «NC-17»
این فیلم جنجال‌هایی را به دلیل رتبه‌بندیِ «NC-17» خود برانگیخت و این نگرانی را ایجاد کرد که فیلم مریلین مونرو را استثمارگرانه به تصویر کشیده باشد. دامینیک در مصاحبه با اسکرین دیلی دربارهٔ این رتبه‌بندی گفت: «این یک فیلم پرتوقع است. اگر مخاطبان دوستش ندارند، پس مشکل خودِ مخاطب لعنتی است. برای مناصب دولتی اجرا نمی‌شود». د آرماس در مصاحبه با راتن تومیتوز همچنین بیان کرد که این فیلم «به روشی که شرح داده می‌شود، قرار است مردم را پرتاب کند» و افزود: «این یک فیلم بیوگرافی سنتی نیست. حقیقی نیست. مرسوم نیست. حتی به‌ترتیب وقوع زمانی هم نیست. بیشتر تنها شبیه یه یک تجربه است». د آرماس با افشای دیدگاه دامینیک برای بلوند، به این نشریه گفت: «بلندپروازی‌های اندرو از همان ابتدا بسیار واضح بود—ارائه نسخه‌ای از زندگی مریلین مونرو از چشمان خودش. او می‌خواست که تمام دنیا احساس واقعی نه تنها مریلین‌بودَن، بلکه نورما جین‌بودَن را نیز تجربه کند. این جسورانه‌ترین، بی‌پرواترین و فمینیستی‌ترین برداشتی است که تا به حال از داستان مریلین دیده‌ام». او افزود: «فیلم ما خطی یا همایشی نیست؛ این فیلم یک تجربهٔ حسی و احساسی است. فیلم همراه با احساسات و تجربیات مریلین به پیش می‌رود. لحظاتی وجود دارند که ما در درون بدن و ذهن او هستیم و به مخاطب این فرصت داده می‌شود تا تجربه کند که چه حسی دارد که در یک زمان نورما و مریلین باشد.»

### جوایز و نامزدی‌ها
| جایزه                     | تاریخ مراسم              | رده                                               | دریافت کننده                                                                            | نتیجه    | منبع   |
| ------------------------- | ------------------------ | ------------------------------------------------- | --------------------------------------------------------------------------------------- | -------- | ------ |
| جشنواره فیلم ونیز         | ۳۱ اوت — ۱۰ سپتامبر ۲۰۲۲ | شیر طلایی                                         | اندرو دامینیک                                                                           | نامزدشده | [ ۶۷ ] |
| انجمن منتقدان فیلم شیکاگو | ۱۴ دسامبر ۲۰۲۲           | بهترین بازیگر زن                                  | آنا د آرماس                                                                             | نامزدشده | [ ۶۸ ] |
| جوایز گلدن گلوب           | ۱۰ ژانویهٔ ۲۰۲۳           | بهترین بازیگر زن – فیلم درام                      | آنا د آرماس                                                                             | نامزدشده | [ ۶۹ ] |
| حلقه منتقدان فیلم لندن    | ۵ فوریه ۲۰۲۳             | بازیگر زن سال                                     | آنا د آرماس                                                                             | نامزدشده | [ ۷۰ ] |
| حلقه منتقدان فیلم لندن    | ۵ فوریه ۲۰۲۳             | جایزه دستاورد فنی                                 | لزلی شاتز                                                                               | نامزدشده | [ ۷۰ ] |
| انجمن آرایشگران سینما     | ۱۱ فوریه ۲۰۲۳            | بهترین آرایش دوره و/یا شخصیت در یک فیلم بلند      | تینا روسلر کروین، النا آروی و کاسی لیونز                                                | نامزدشده | [ ۷۱ ] |
| انجمن آرایشگران سینما     | ۱۱ فوریه ۲۰۲۳            | بهترین استایل موی دوره و/یا شخصیت در یک فیلم بلند | جیمی لی مک اینتاش، لین دولی، آهو مفید و رابرت پیکنز                                     | نامزدشده | [ ۷۱ ] |
| جوایز فیلم بفتا           | ۱۹ فوریه ۲۰۲۳            | بهترین بازیگر نقش اول زن                          | آنا د آرماس                                                                             | نامزدشده | [ ۷۲ ] |
| جوایز اکتا                | ۲۴ فوریه ۲۰۲۳            | بهترین بازیگر زن                                  | آنا د آرماس                                                                             | نامزدشده | [ ۷۳ ] |
| جوایز انجمن بازیگران فیلم | ۲۶ فوریه ۲۰۲۳            | بهترین بازیگر نقش اول زن                          | آنا د آرماس                                                                             | نامزدشده | [ ۷۴ ] |
| جایزه تمشک طلایی          | ۱۱ مارس ۲۰۲۳             | بدترین فیلم                                       | دده گاردنر، جرمی کلاینر، و برد پیت                                                      | برنده    | [ ۷۵ ] |
| جایزه تمشک طلایی          | ۱۱ مارس ۲۰۲۳             | بدترین کارگردانی                                  | اندرو دامینیک                                                                           | نامزدشده | [ ۷۵ ] |
| جایزه تمشک طلایی          | ۱۱ مارس ۲۰۲۳             | بدترین بازیگر مکمل مرد                            | خاویر ساموئل                                                                            | نامزدشده | [ ۷۵ ] |
| جایزه تمشک طلایی          | ۱۱ مارس ۲۰۲۳             | بدترین بازیگر مکمل مرد                            | ایوان ویلیامز                                                                           | نامزدشده | [ ۷۵ ] |
| جایزه تمشک طلایی          | ۱۱ مارس ۲۰۲۳             | بدترین فیلمنامه                                   | اندرو دامینیک؛ بر پایه رمان اثر جویس کارول اوتس                                         | برنده    | [ ۷۵ ] |
| جایزه تمشک طلایی          | ۱۱ مارس ۲۰۲۳             | بدترین ترکیب صحنه                                 | اندرو دامینیک و مسائل او با زنان                                                        | نامزدشده | [ ۷۵ ] |
| جایزه تمشک طلایی          | ۱۱ مارس ۲۰۲۳             | بدترین ترکیب صحنه                                 | هر دو شخصیت واقعی (مریلین مونرو و جان اف. کندی) در صحنه سفسطه‌آمیز اتاق خواب در کاخ سفید | نامزدشده | [ ۷۵ ] |
| جایزه تمشک طلایی          | ۱۱ مارس ۲۰۲۳             | بدترین بازسازی، ریپ‌آف یا دنباله                   | بلوند                                                                                   | نامزدشده | [ ۷۵ ] |
| جوایز اسکار               | ۱۲ مارس ۲۰۲۳             | بهترین بازیگر نقش اول زن                          | آنا د آرماس                                                                             | نامزدشده | [ ۷۶ ] |
| جوایز اتحادیه بازیگران    | ۱۳ مارس ۲۰۲۳             | بهترین بازیگر زن در یک محصول بین‌المللی            | آنا د آرماس                                                                             | برنده    | [ ۷۷ ] |